# Ischia
Ischia este o comună din provincia Napoli, regiunea Campania, Italia, cu o populație de 19.598 locuitori (1 ianuarie 2023) și o suprafață de 8,14 km².

## Demografie
Ischia - evoluția demografică

|  | Graficele sunt indisponibile din cauza unor probleme tehnice. Mai multe informații se găsesc la Phabricator și la wiki-ul MediaWiki. |

Date: Recensăminte sau birourile de statistică - grafică realizată de Wikipedia

## Localități înfrățite

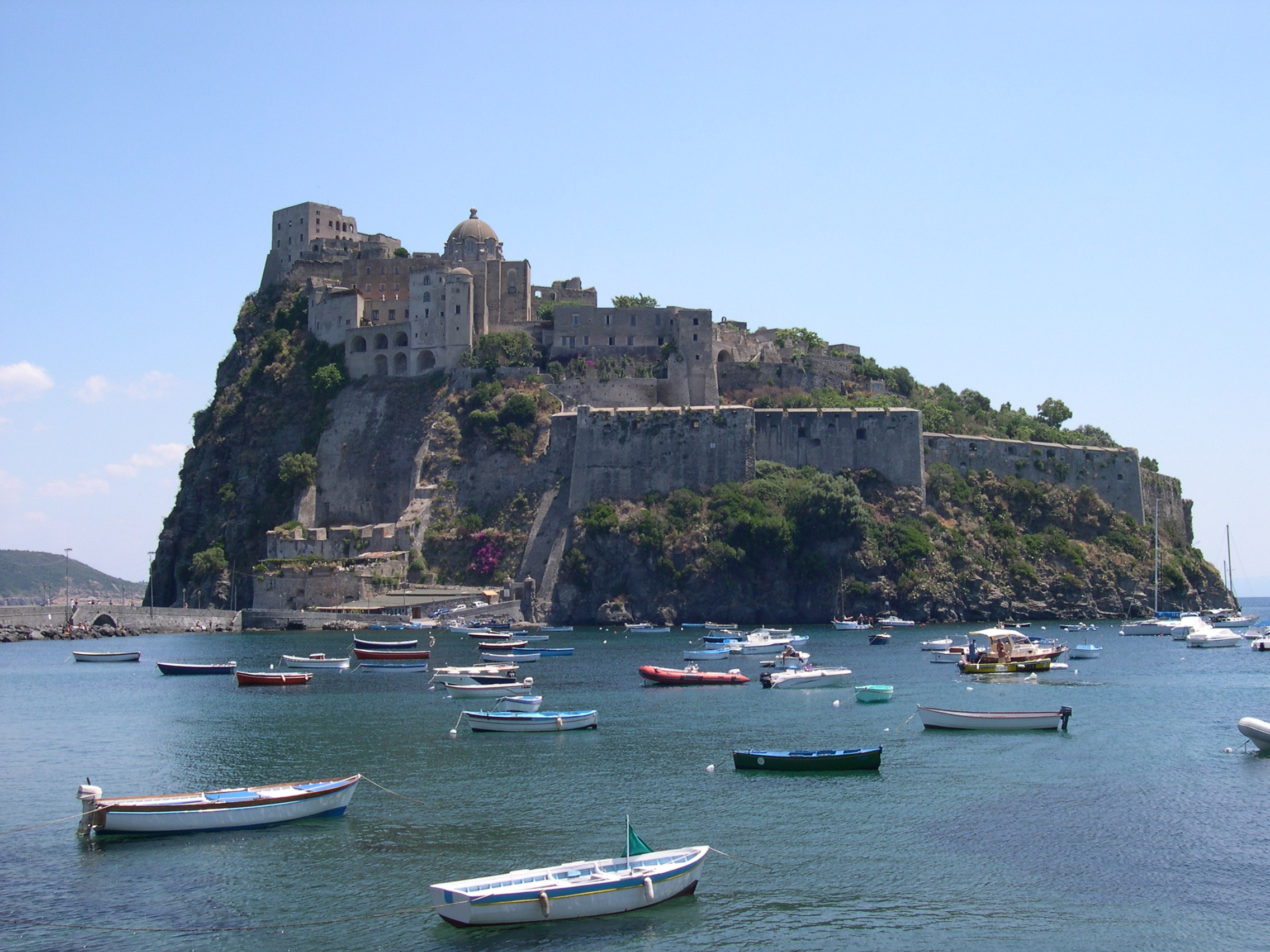
Castelul
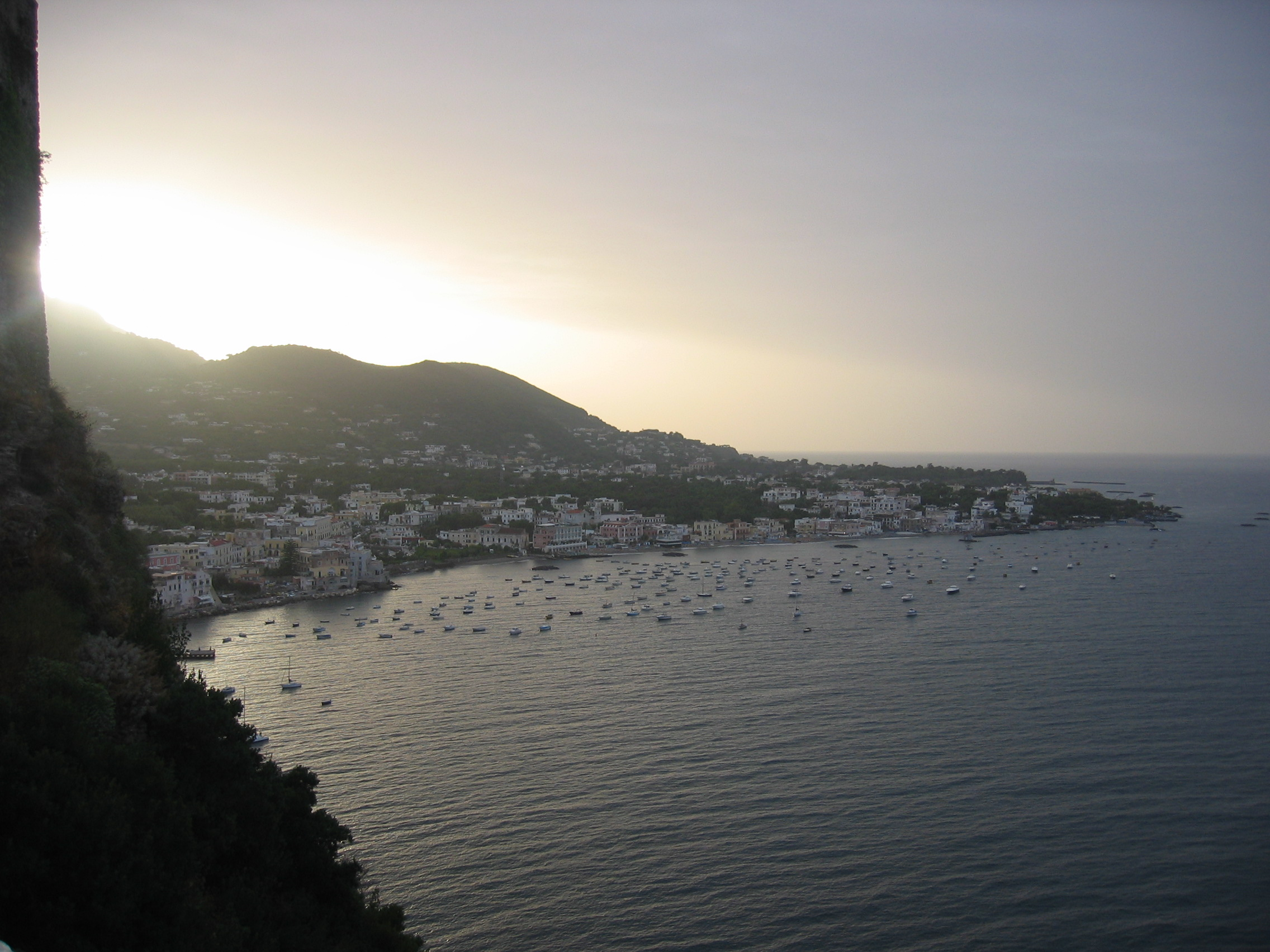
Ischia

- Statele Unite ale Americii, San Francisco
- Statele Unite ale Americii, Los Angeles
- Argentina, Mar del Plata
- Italia, Bari
- Italia, Brusson
- Italia, Castel San Giorgio (SA)
- Italia, Marino (RM)

- Castelul
- Ischia